# Tratado de Lérida
O Tratado de Lérida foi um acordo assinado em maio de 1157 por Afonso VII, Rei de Leão e Castela, e Ramón Berenguer IV, Conde de Barcelona e Príncipe de Aragão, em Lérida.
Este tratado foi o último de uma série de pactos assinados por ambos os governantes pelos quais concordaram em redistribuir o Reino de Pamplona. Ratificou as disposições do Tratado de Carrión de 1140 e, além disso, concordou, como forma de fortalecer sua aliança, o casamento entre Sancha de Castilla, filha de Alfonso VII, e Alfonso, filho mais velho de Ramón Berenguer IV.